# 神奈川県内広域水道企業団
神奈川県内広域水道企業団（かながわけんないこういきすいどうきぎょうだん）とは、神奈川県、横浜市、川崎市、横須賀市に水道用水を供給する一部事務組合である。地方公営企業法の適用団体である。

## 概要
神奈川県内広域水道企業団（以下「水道企業団」は、神奈川県の東部地域における高度経済成長期の急激な水需要の増加に対処するため、神奈川県、横浜市、川崎市、横須賀市に向けた水道用水供給事業を行う水道企業団（1県3市を構成団体とする一部事務組合）が、1969年（昭和44年）5月1日に設立された。
構成団体（供給先）
- 神奈川県（神奈川県営水道）
- 横浜市（横浜市水道局）
- 川崎市（川崎市上下水道局）
- 横須賀市（横須賀市上下水道局）

## 事業所・施設
- 本庁舎（水運用センター）
- 飯泉取水堰（飯泉取水管理事務所）
- 伊勢原浄水場
- 相模原浄水場
- 西長沢浄水場
- 綾瀬浄水場
- 寒川浄水場
- 相模大堰（社家取水管理事務所・水質管理センター）
- 相模川水路橋

## 歴代企業長
- 伊藤文保 (2003-2007)
- 尾高暉重 (2007-2010)
- 羽田愼司 (2010-2013)
- 古尾谷光男 (2013-2016)
- 吉川伸治 (2016-2019)
- 黒川雅夫 (2019-2022)
- 浅羽義里 (2022-2024)
- 城博俊 (2024-)